# ФК Рудар Трбовље
НК Рудар Трбовље је словеначки фудбалски клуб из града Трбовља и основан је 1922. године. Играо је у првој сезони фудбалске прве лиге у независној Словенији и одмах је испао.